# Campeonato femenino de ajedrez de la Unión Soviética
El Campeonato femenino de ajedrez de la Unión Soviética fue una competición de ajedrez que se celebró entre 1927 y 1989 para determinar la campeona nacional de ajedrez de la Unión Soviética. La gran importancia de esta prueba en relación con el ajedrez femenino internacional se puede advertir al observar que la totalidad de las campeonas del mundo fueron soviéticas entre 1950 y 1989, y también la totalidad de las finalistas en la partida por el título en el mismo periodo.

## Cuadro de honor

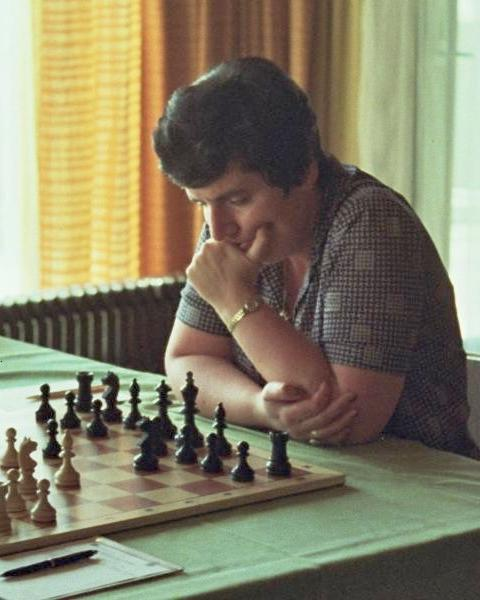
Nona Gaprindashvili, 5 veces campeona de la Unión Soviética

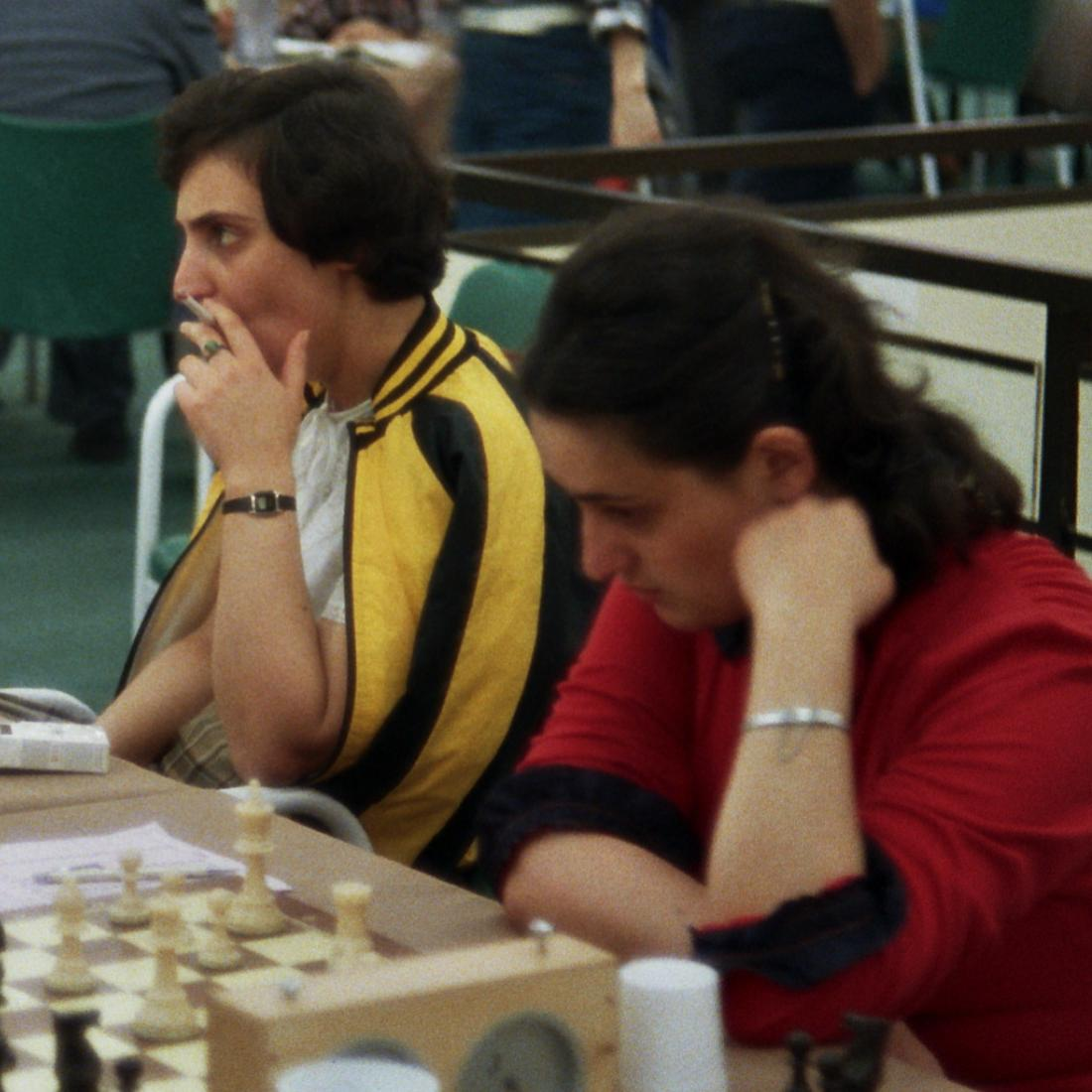
De izquierda a derecha, Irina Levitina (3 veces campeona de la URSS), y Maia Chiburdanidze (campeona de la URSS una vez), durante la Olimpíada de ajedrez de 1984 en Salònica.

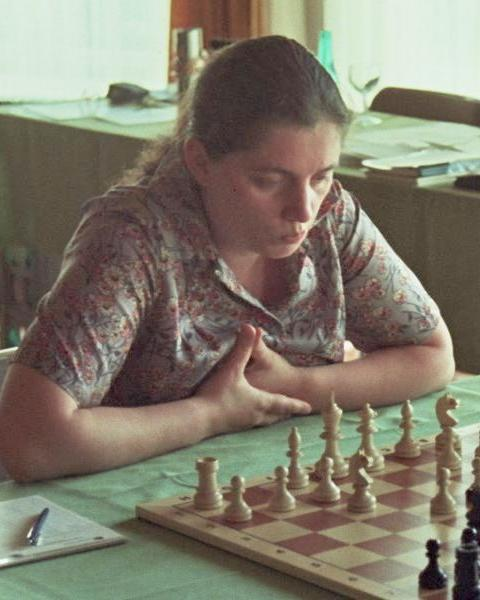
Elena Fatalibekova, campeona en una ocasión

| Edición | Año  | Lugar           | Campeona                            | Puntuación |
| ------- | ---- | --------------- | ----------------------------------- | ---------- |
| 1       | 1927 | Moscú           | Olga Rubtsova                       | 8,5 / 10   |
| 2       | 1931 | Moscú           | Olga Rubtsova                       | 7,5 / 9    |
| 3       | 1934 | Leningrado      | Olga Semenova Tjan-Shanskaya        | 7 / 9      |
| 4       | 1936 | Leningrado      | Olga Semenova Tjan-Shanskaya        | 9,5 / 11   |
| 5       | 1937 | Rostov del Don  | Olga Rubtsova                       | 12,5 / 15  |
| 6       | 1945 | Moscú           | Valentina Borisenko                 | 7,5 / 9    |
| 7       | 1946 | Moscú           | Yelizabeta Býkova                   | 14 / 16    |
| 8       | 1947 | Moscú           | Yelizabeta Býkova                   | 12 / 15    |
| 9       | 1948 | Moscú           | Olga Rubtsova                       | 13 / 17    |
| 10      | 1950 | Riga            | Yelizabeta Býkova                   | 12,5 / 15  |
| 11      | 1951 | Kiev            | Kira Zvorykina                      | 11,5 / 17  |
| 12      | 1952 | Tiflis          | Liudmila Rudenko                    | 13 / 17    |
| 13      | 1953 | Rostov del Don  | Kira Zvorykina                      | 13 / 17    |
| 14      | 1954 | Krasnodar       | Larisa Volpert                      | 14 / 19    |
| 15      | 1955 | Sujumi          | Valentina Borisenko                 | 13,5 / 19  |
| 16      | 1956 | Dnipropetrovsk  | Kira Zvorykina                      | 13,5 / 17  |
| 17      | 1957 | Vilna           | Valentina Borisenko                 | 12 / 17    |
| 18      | 1958 | Járkov          | Larisa Volpert                      | 14 / 21    |
| 19      | 1959 | Lipeck          | Larisa Volpert                      | 12 / 18    |
| 20      | 1960 | Riga            | Valentina Borisenko                 | 13 / 18    |
| 21      | 1961 | Bakú            | Valentina Borisenko                 | 13,5 / 19  |
| 22      | 1962 | Riga            | Tatiana Zatulovskaya                | 13 / 19    |
| 23      | 1963 | Bakú            | Maia Ranniku                        | 14 / 19    |
| 24      | 1964 | Tiflis          | Nona Gaprindashvili                 | 15 / 19    |
| 25      | 1965 | Beltsy          | Valentina Kozlovskaya               | 13,5 / 19  |
| 26      | 1966 | Kiev            | Nana Alexandria                     | 14 / 19    |
| 27      | 1967 | Sochi           | Maia Ranniku                        | 11 / 13    |
| 28      | 1968 | Asjabad         | Nana Alexandria                     | 13,5 / 19  |
| 29      | 1969 | Gori            | Nana Alexandria                     | 15 / 19    |
| 30      | 1970 | Beltsy          | Alla Kushnir                        | 14 / 19    |
| 31      | 1971 | Sochi           | Irina Levitina                      | 14 / 19    |
| 32      | 1972 | Togliattigrad   | Marta Litinskaya                    | 12 / 19    |
| 33      | 1973 | Tiflis          | Nona Gaprindashvili                 | 14 / 19    |
| 34      | 1974 | Tiflis          | Elena Fatalibekova                  | 14 / 18    |
| 35      | 1975 | Frunze          | Liudmila Belavenets                 | 10 / 16    |
| 36      | 1976 | Tiflis          | Anna Akhsharumova                   | 12,5 / 17  |
| 37      | 1977 | Leópolis        | Maia Chiburdanidze                  | 13 / 17    |
| 38      | 1978 | Nikolaevsk      | Lidia Semenova                      | 12,5 / 17  |
| 39      | 1979 | Tiflis          | Irina Levitina                      | 12,5 / 17  |
| 40      | 1980 | Alma-Ata        | Irina Levitina                      | 12 / 15    |
| 41      | 1981 | Ivano-Frankovsk | Nona Gaprindashvili Nana Ioseliani  | 12 / 17    |
| 42      | 1982 | Tallin          | Nana Ioseliani                      | 12 / 17    |
| 43      | 1983 | Vilna           | Nona Gaprindashvili                 | 12,5 / 17  |
| 44      | 1984 | Kiev            | Svetlana Matveeva Anna Akhsharumova | 9,5 / 15   |
| 45      | 1985 | Ereván          | Nona Gaprindashvili                 | 12,5 / 17  |
| 46      | 1986 | Frunze          | Nana Ioseliani                      | 11,5 / 16  |
| 47      | 1987 | Tiflis          | Nana Ioseliani                      | 14,5 / 19  |
| 48      | 1988 | Alma-Ata        | Julia Demina                        | 12 / 17    |
| 49      | 1989 | Volžskij        | Irina Chelushkina                   | 12,5 / 17  |
| 50      | 1990 | Podolsk         | Ketevan Arakhamia-Grant             | 13 / 16    |
| 51      | 1991 | Lvov            | Svetlana Matveeva                   | 13,5 / 17  |

Campeonas con más títulos
- 5: Valentina Borisenko, Nona Gaprindashvili
- 4: Olga Rubtsova, Nana Ioseliani
- 3: Nana Alexandria, Yelizabeta Býkova, Irina Levitina, Larisa Volpert, Kira Zvorykina
- 2: Anna Akhsharumova, Maia Ranniku, Olga Semenova Tjan-Shanskaya